# Alice Tabery
Alice Zárubová Tabery, rozená Tabery, přechýleně Taberyová (* 9. srpna 1985 Nancy, Francie) je česká filmová producentka. Zajímá se především o kreativní dokumenty a hrané autorské filmy.

## Biografie

### Studia a profesní život
V letech 2005–2012 studovala produkci na pražské Filmové a televizní fakultě Akademie múzických umění (FAMU), v 
Mexiku na filmové škole Centro de Capacitación Cinematográfica (CCC) v Mexico City, ve Francii na státní vysoké filmové škole La Fémis v Paříži a v Německu na filmové akademii Filmakademie Baden-Württemberg v Ludwigsburgu. V roce 2010 produkovala Manuál na výrobu teroristy – bakalářský film režisérky Terezy Reichové, a později i režisérčin autorský dokument Epidemie svobody.
V srpnu 2011 vstoupila jako společnice do nezávislé filmové produkční společnosti CINEPOINT založené v roce 1990 v Praze. První celovečerní dokumentární film, který koprodukovala, byl Nový život – absolventský film Adama Olhy na FAMU natočený v česko-slovenské koprodukci se společností Artileria a v premiéře uvedený na kanadském mezinárodním festivalu dokumentárních filmů Hot Docs 2013 v Torontu. Získal Cenu diváků na mezinárodním filmovém festivalu MFDF Ji.hlava 2012. V roce 2012 Alice Tabery koprodukovala s Českou televizí dokumentární film Zvláštní akce Studenti v režii Petra Záruby, připomínající Mezinárodní den studenstva připadající na 17. listopad pohledy pamětníků událostí roku 1939 – uzavření českých vysokých škol 17. listopadu 1939.
Spolupracovala na dokumentárním filmu Opři žebřík o nebe dokumentaristky Jany Ševčíkové oceněném Cenou české filmové kritiky 2015 a v kategorii Nejlepší dokumentární film jak Českým lvem 2015, tak Cenou Pavla Kouteckého 2015. Koprodukovala také slovensko-české celovečerní filmové drama Eva Nová režiséra Marko Škopa s Emílií Vášáryovou v hlavní roli. Snímek získal v kategorii Objev cenu Mezinárodní federace filmových kritiků (FIPRESCI) na Mezinárodním filmovém festivalu v Torontu 2015 (TIFF) a v roce 2016 obdržel cenu Slovenské filmové a televizní akademie (SFTA) Slnko v sieti v pěti kategoriích, včetně ceny za Nejlepší hraný film. Alice Tabery koprodukovala i celovečerní hraný film Křižáček režiséra a scenáristy Václava Kadrnky, oceněný Křišťálovým glóbem na MFF Karlovy Vary 2017, jehož scénář obdržel v roce 2014 na filmovém festivalu v Římě cenu Eurimages Development Award jako Nejlepší projekt koprodukčního trhu New Cinema Network (NCN). Produkovala také snímek Rekonstrukce okupace režiséra Jana Šikla a střihače Šimona Špidly, věnující se srpnu 68, který měl premiéru na MFF Karlovy Vary 2021.
Produkovala i Jan Jedlička: Stopy krajiny – celovečerní dokumentární debut režiséra Petra Záruby o životě českého malíře, fotografa a filmaře Jana Jedličky, uvedený v roce 2020. Snímek vznikl v koprodukci s Českou televizí, za podpory Státního fondu kinematografie. Představen byl na Docu Talents from the East 2018 a byl vybrán pro dokončení s podporou workshopu dok.incubator 2019. Dokument získal Cenu studentské poroty na 24. MFDF Ji.hlava 2020, Cenu Pavla Kouteckého na 4. Mezinárodním filmovém festivalu Elbe Dock 2021, Cenu Andreje Stankoviče 2021 a Cenu Asociace českých kameramanů (AČK) 2021 za Nejlepší dokumentární kameru pro kameramana Miroslava Janka. Alice Tabery byla také producentkou díla Adam Ondra: Posunout hranice – druhého celovečerního filmového dokumentu Petra Záruby mapujícího tříletou životní etapu příprav českého lezce a olympionika Adama Ondry na Letní olympijské hry 2020 v Tokiu. Uveden byl v roce 2022 a finančně podpořen mimo jiné přes Hithit. Spolurežisérem a kameramanem snímku byl Jan Šimánek a premiéra proběhla na Visions du Réel 2022 (česky Vize reality) – mezinárodním festivalu dokumentárních filmů, který se koná každoročně v dubnu ve švýcarském Nyonu. Českou premiéru měl na říjnovém MFDF Ji.hlava 2022.

### Osobní život.
Narodila se 9. srpna 1985 v Nancy ve Francii. Manželem je dokumentarista Petr Záruba.

## Filmografie (výběr)
Produkovala a spolupracovala na následujících filmech.

### Dokumentární filmy
- Krátká dlouhá cesta (2009) – producentka
- Manuál na výrobu teroristy (2010)
- Zvláštní akce Studenti (2012)
- Nový život (2012) – producentka, Evolution Films
- Čtyři v tom (2013) – producentka[31]
- Opři žebřík o nebe (2014)
- Jan Jedlička: Stopy krajiny (2020) – producentka, Cinepoint
- Alchymická pec (2020) – vedoucí producentka
- Na značky! (2021) – producentka, Cinepoint
- Rekonstrukce okupace (2021) – producentka, Cinepoint
- Adam Ondra: Posunout hranice (2022) – producentka, Cinepoint

### Hrané filmy
- Maharal – Tajemství talismanu (2007) – Spolupráce
- Eva Nová (2015) – koproducentka
- Křižáček (2017) – producentka

### Animované filmy
- Usnula jsem (2009) – producentka, Evolution Films